# Zygodontomys brunneus
Zygodontomys brunneus е вид гризач от семейство Мишкови (Muridae). Видът не е застрашен от изчезване.

## Разпространение и местообитание
Разпространен е в Колумбия.
Обитава долини, ливади, блата, мочурища и тресавища.

## Описание
Теглото им е около 75,6 g.
Популацията на вида е стабилна.